# Kapusta warzywna głowiasta

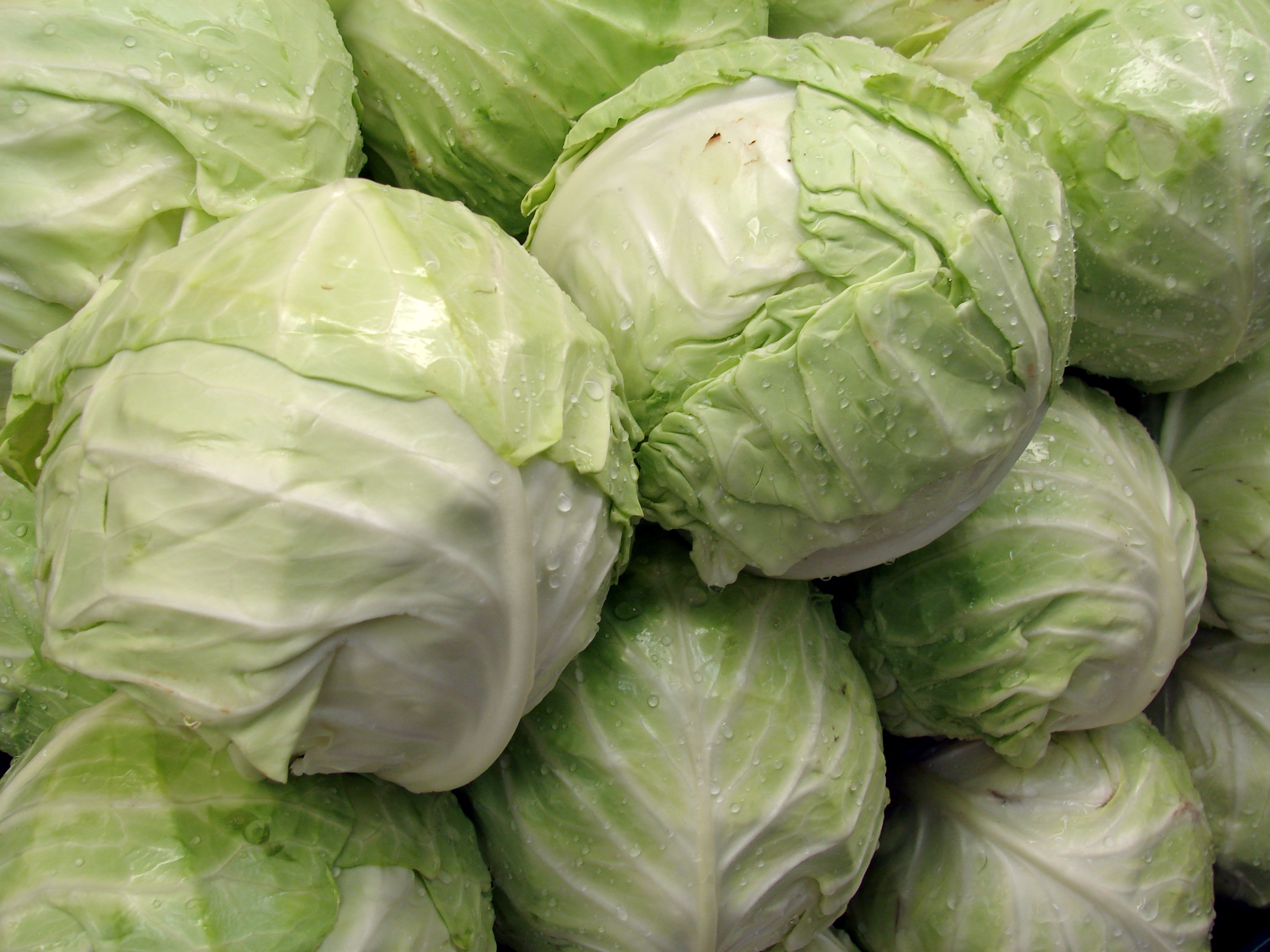
Główki kapusty głowiastej

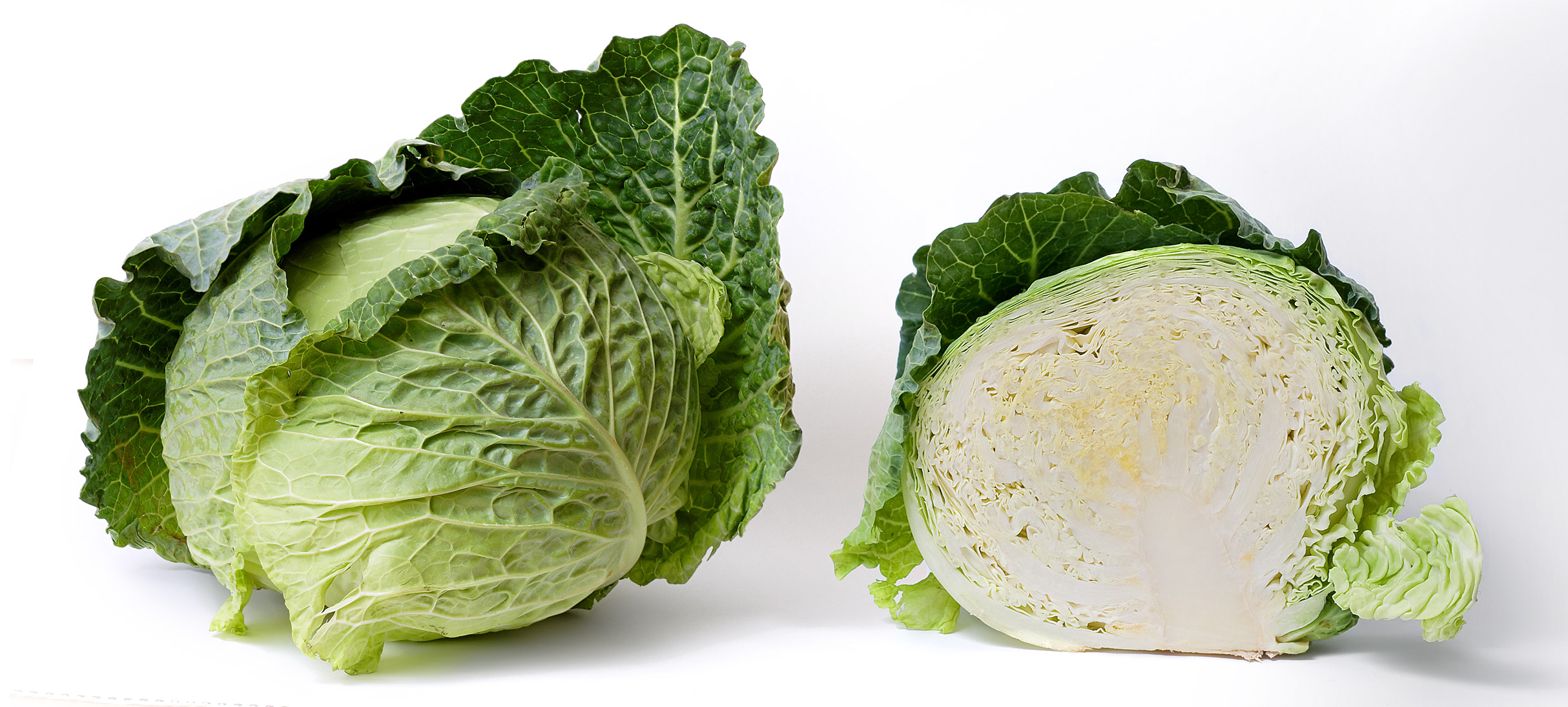
Główka kapusty i jej przekrój

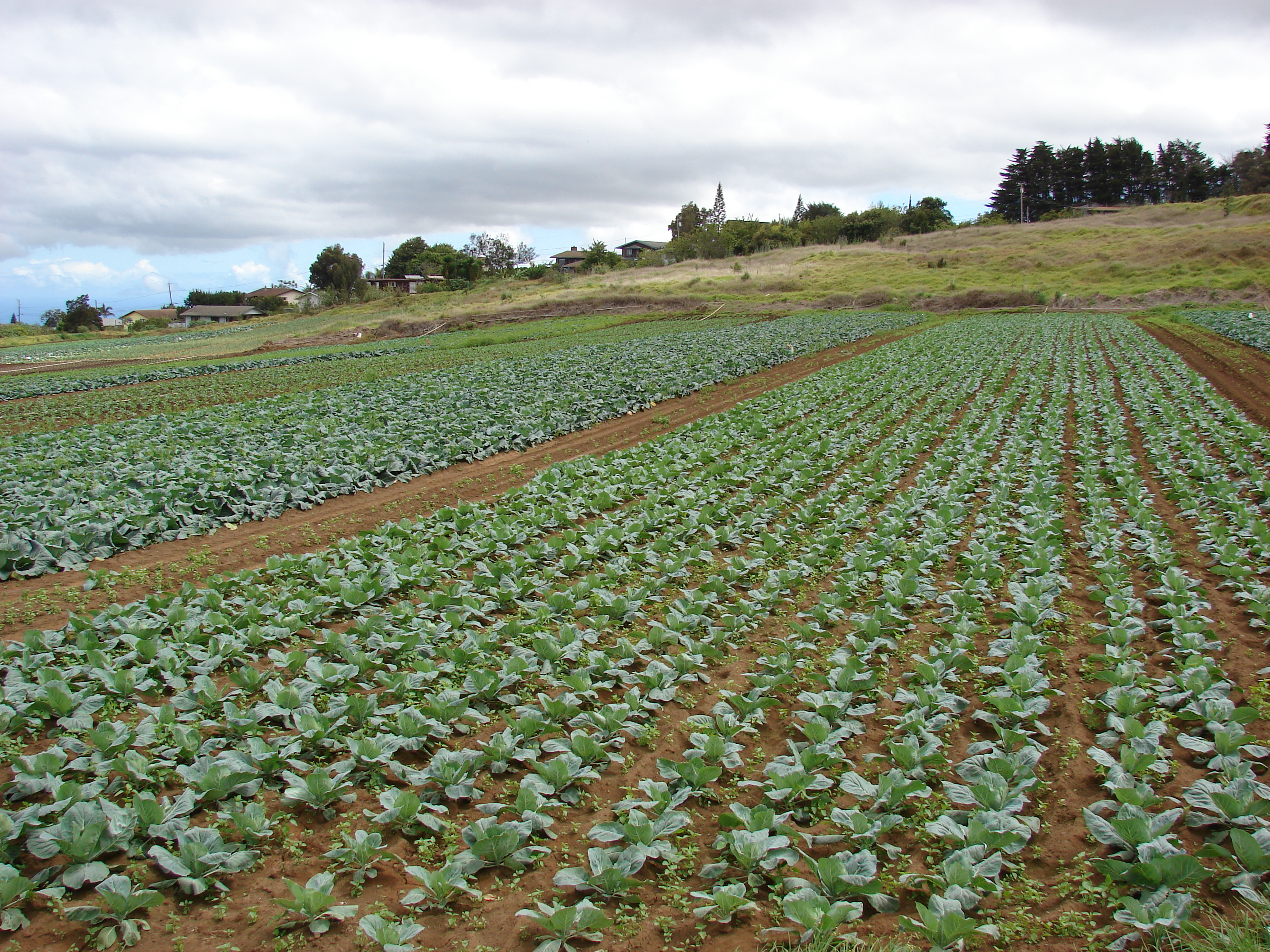
Plantacja kapusty głowiastej, Kula (Hawaje)

Kapusta warzywna głowiasta, popularnie nazywana kapustą głowiastą (Brassica oleracea L. var. capitata L.) – odmiana kapusty warzywnej. Jest to roślina dwuletnia należąca do rodziny kapustowatych. Nie występuje w stanie dzikim, jedynie w uprawie.

## Morfologia
PokrójWytwarza zwartą, pojedynczą głowę, okrytą liśćmi. Wewnątrz tworzą ją liście płonne.
ŁodygaSkrócony pęd tworzy razem z liśćmi głowę. Odmiany wczesne mają mniejsze główki i bardziej luźne liście. Odmiany późne tworzą głowy większe, bardziej zbite, czasami nalot woskowy.
KwiatyKwiatostan groniasty, kwiaty żółte, po zapłodnieniu tworzy się owoc – łuszczyna, a w niej kilka sztuk nasion.

## Zmienność
Wyróżniano dawniej kilka form:
- kapusta głowiasta biała (B. oleracea var. capitata f. alba) – zewnętrzne liście są zielone, jest szerzej rozpowszechniona.
- kapusta głowiasta czerwona (B. oleracea var. capitata f. rubra) – jej liście zawierają antocyjany, co nadaje jej ciemny czerwonofioletowy kolor.
- B. oleracea var. conica DC.

Według nowszych ujęć taksonomicznych są to tylko synonimy tej samej odmiany.

## Cechy odmianowe
Najważniejsze cechy odmianowe:
- długość okresu wegetacji (od sadzenia rośliny do zbioru)
  - wczesne 60-90 dni;
  - średnio wczesne 100–120 dni;
  - średnio późne 120–140 dni;
  - późne > 140 dni
- kształt głowy:
  - kuliste;
  - kuliste spłaszczone;
  - stożkowate;
  - jajowate
- twardość głów (im odmiana wcześniejsza tym bardziej luźna):
  - bardzo luźne;
  - luźne;
  - średnio twarde;
  - twarde;
  - bardzo twarde

## Produkcja
W 2018 r. światowa produkcja kapusty wynosiła 69,4 miliona ton, w czołówce największych producentów kapusty znalazły się takie kraje jak:
- Chiny 33,1 miliona ton,
- Indie 9,0 miliona ton,
- Korea 2,5 miliona ton,
- Rosja 2,4 miliona ton.

W Polsce w 2018 roku wyprodukowano 985 347 ton kapusty.

## Zastosowanie
Jest uprawiana jako warzywo. Często jest kiszona. Stanowi podstawę surówki Coleslaw, której nazwa jest skrótem 'koolsalade' (surówka z kapusty).

## Wpływ na zdrowie
W kapuście występuje szereg związków zwanych glukozynolanami oraz produkty ich rozkładu izotiocyjaniany będące czynnikiem chemoprewencyjnym: sulforafan, indolo-3-karbinol, izotiocyjanian allilu, askorbigen, glukobrassycyna, izotiocyjanian fenyloetylu, synigryna, 3,3’-diindolilometan oraz mające szereg działań prozdrowotnych. 